# Nadežda
Nadežda (in cirillico Надежда; traslitterato anche come Nadejda, alla francese, o Nadezhda, all'inglese) è un nome proprio di persona femminile tipico di diverse lingue, in gran parte slave, quali bulgaro, macedone, lettone, russo, serbo, slovacco e ucraino.

## Varianti
- Ipocoristici: Nadja[1]

### Varianti in altre lingue
- Bielorusso: Надзея (Nadzeja)[1]
- Ceco: Nadĕžda[1]
- Francese: Nadège[1]
- Polacco: Nadzieja[1][2]
- Tedesco: Nadeschda

## Origine e diffusione
Riprende il termine slavo che significa "speranza", ed è quindi analogo per semantica ai nomi Elpidio, Speranza, Hope, Tesfaye e Toivo. L'ipocoristico russo Надя (Nadja) ha avuto molta fortuna al di fuori dei paesi slavi, giungendo anche in Italia nella forma Nadia.

## Onomastico
L'onomastico si può festeggiare il 1º agosto in memoria di santa Speranza, una delle figlie di santa Sofia, che in russo è chiamata appunto Nadežda, martire con la madre e le due sorelle a Roma sotto Traiano.

## Persone

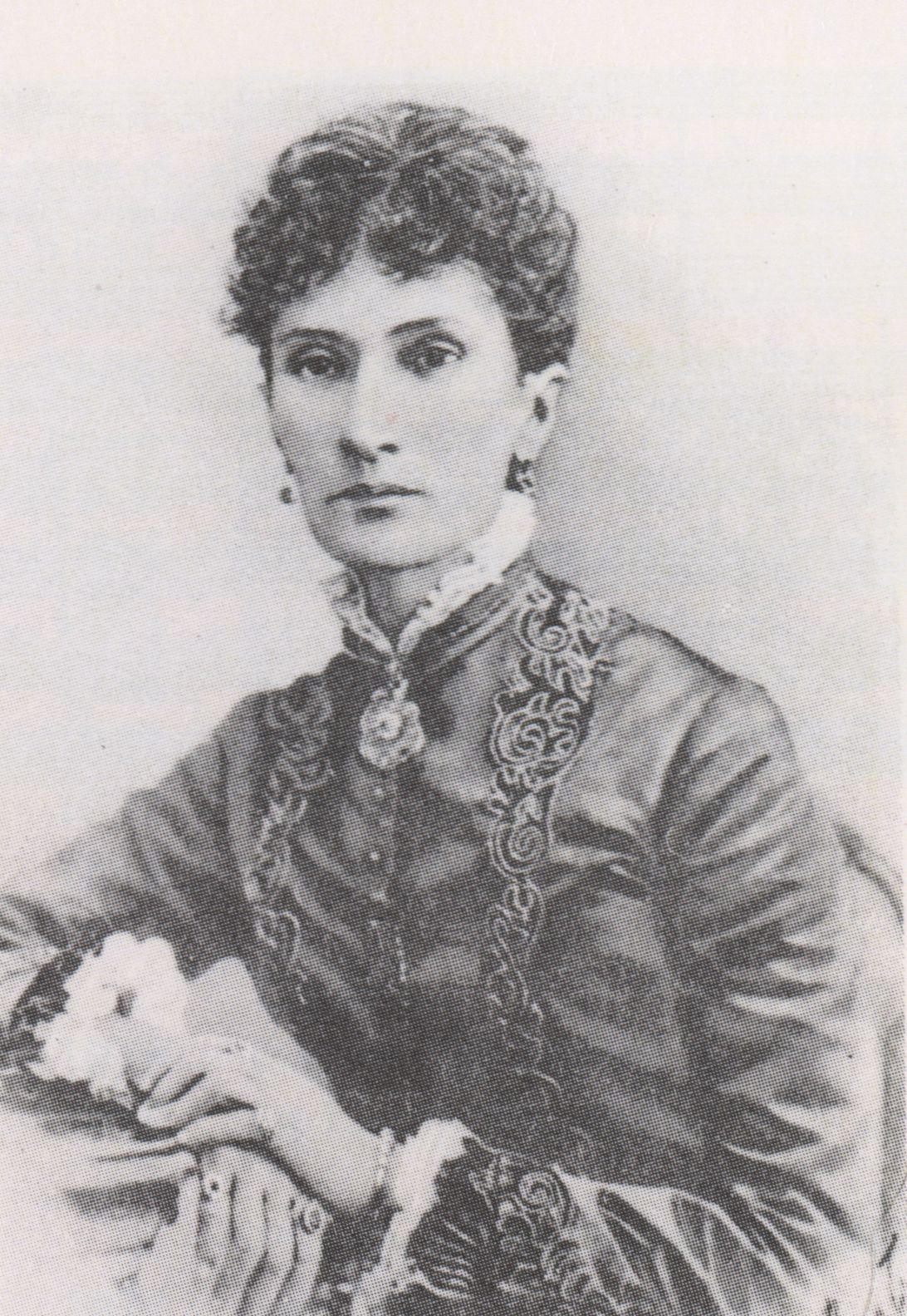
Nadežda Filaretovna von Meck

- Nadežda di Bulgaria, duchessa di Württemberg
- Nadežda Allilueva, seconda moglie di Stalin
- Nadežda Čižova, atleta sovietica
- Nadežda Durova, ufficiale russa
- Nadežda Kosinceva, scacchista russa
- Nadežda Krupskaja, rivoluzionaria, pedagogista e politica russa
- Nadežda Mandel'štam, scrittrice russa
- Nadežda Tkačenko, atleta ucraina
- Nadežda von Meck, mecenate russa

### Altre varianti
- Nadzeja Astapčuk, atleta bielorussa
- Nadejda de Torby, figlia di Michail Michajlovič Romanov
- Nadège du Bospertus, supermodella francese
- Nadzeja Skardzina, biatleta bielorussa

## Toponimi
- 2071 Nadezhda è un asteroide della fascia principale, che prende il nome da Nadežda Konstantinovna Krupskaja.